# Bianor angulosus
Bianor angulosus là một loài nhện trong họ Salticidae.
Loài này thuộc chi Bianor. Bianor angulosus được Ferdinand Karsch miêu tả năm 1879.